# Gmina Victoria (Iowa)

Położenie Gminy Victoria w hrabstwie Cass

Gmina Victoria (ang. Victoria Township) – gmina w USA, w stanie Iowa, w hrabstwie Cass. Według danych z 2000 roku gmina miała 173 mieszkańców.